# Castel Rocchero
Castel Rocchero är en ort och kommun i provinsen Asti i regionen Piemonte i Italien. Kommunen hade 391 invånare (2018).